# Fernanda Paes Leme
Fernanda Miranda Paes Leme de Abreu (São Paulo, 4 de junho de 1983) é uma apresentadora e atriz brasileira. Em 1998 estreou no seriado Sandy & Júnior, da TV Globo, interpretando a mimada e extravagante Patty, antagonista cômica da história, a qual sempre se dava mal em suas armações de formas engraçadas. Durante esta época recebeu propostas de Manoel Carlos para interpretar a personagem Íris em Laços de Família e a protagonista da minissérie Presença de Anita, porém foi impedida pela direção do seriado de deixá-lo e aceitar os convites. Em 2003 estreia sua primeira novela, Agora É que São Elas como Karina, integrando no mesmo ano para a terceira temporada do seriado infantil Sítio do Picapau Amarelo como a jornalista Clarice. Em 2004 entrou para a segunda fase da novela Da Cor do Pecado interpretando Nieta Bazarov, uma das três irmãs lutadoras rivais de tatame da família Sardinha.
Mas foi mesmo em 2005 que ganhou destaque ao encarar sua primeira personagem dramática, a imigrante ilegal Rosário em América, que atravessava o deserto do Texas em busca do sonho americano, levando consigo sua irmã menor. Em 2007 interpretou a namoradeira Teresinha em Desejo Proibido, além de estrear no cinema nos filmes O Homem que Desafiou o Diabo e Podecrer!. Em 2009 teve a oportunidade de amadurecer em cena no papel de Maria Rosa em Paraíso, uma moça graduada na cidade grande que voltava ao Pantanal para ajudar a família à administrar suas fazendas e a vida política. Em 2011 retornou às novelas das nove na pele da provocante Irene Brandão, em Insensato Coração, que seduzia o protagonista da trama com sua sensualidade. Em 2012 interpretou Márcia, uma tenente do Exército Brasileiro em Salve Jorge, que formava o triângulo amoroso da trama. Em 2013 também estreou na parte técnica atrás das câmeras, ao dirigir os videoclipes "Como É Grande o Meu Amor por Você", de Lulu Santos, e "Tempo em Movimento", de Luiza Possi e Lulu Santos – este segundo o qual também foi roteirista.
Estreou como apresentadora em 2014, na primeira temporada do talent show Superstar. Logo após assinou com o GNT e estrelou os seriados Amor Veríssimo e Odeio Segundas nos anos seguintes. Anunciou seu desligamento da Rede Globo no dia 17 de maio de 2016, após 18 anos na emissora. Em seguida assinou contrato com a Band para focar na carreira de apresentadora e apresentar a versão brasileira do The X Factor. Com o anúncio da não realização da segunda temporada do X Factor Brasil, Fernanda deixou a emissora no dia 8 de julho de 2017.

## Carreira

### 1998–07:Sandy & Juniore novelas
"Fui convidada para fazer a minissérie Presença de Anita e não fui liberada. Minha personagem (em Sandy & Junior) impossibilitou a minha saída. Meu compromisso é com o programa e eles não abriram mão da minha presença."

— Fernanda sobre não ser liberada pela direção para viver sua primeira protagonista.
Em 1998 estreou como atriz no especial de final de ano Sandy & Júnior, da TV Globo, interpretando Patty, uma garota milionária e cruel que é criada por mordomos, uma vez que os pais moravam na Europa e raramente a vem visitar. Em 1999, após o especial ser transformado em seriado fixo na grade do canal, a personagem teve o perfil completamente alterado, trocando por uma personalidade cômica e extravagante, onde as atitudes mimadas de Patty sempre faziam ela dar se mal de um jeito engraçado. Na mesma época estreou no teatro no musical Tutti-Frutti: O Musical, inspirado na década de 1980, contracenando com parte do elenco do seriado. Em 2000, durante a segunda temporada, foi convidada para interpretar a personagem Íris em Laços de Família, porém a direção do seriado não a liberou e a personagem acabou sendo dada para Deborah Secco. Em 2001 o autor Manoel Carlos convidou Fernanda para protagonizar a minissérie Presença de Anita, alegando que havia escrito a personagem para ela. Porém a direção da série novamente não a liberou, apesar da solicitação feita pelo diretor da minissérie, Ricardo Waddington, para a alta cúpula da emissora e a personagem teve que passar para Mel Lisboa. Durante a última temporada de Sandy & Junior, em 2002, a personagem teve um amadurecimento ao entrar para a faculdade.

Em 2003 estreia sua primeira novela, Agora É que São Elas como Karina, uma moça que vive uma difícil paixão com o personagem Djalminha. Em julho do mesmo ano entra para a terceira temporada do seriado infantil Sítio do Picapau Amarelo como a jornalista Clarice. Em janeiro de 2004 encabeça a trama central da minissérie Um Só Coração como Elisa, melhor amiga da protagonista, mas que mantém um caso com seu marido. No mesmo ano entra na segunda metade da novela Da Cor do Pecado interpretando Nieta Bazarov, uma das três irmãs lutadoras rivais de tatame da família Sardinha. Em 2005 teve o desafio de gravar cenas no deserto do Texas, nos Estados Unidos, para compor a história da personagem Rosário em América, uma mexicana que faz a travessia ilegal para chegar em Miami e reencontrar a mãe, tendo a missão de levar e proteger sua irmã mais nova consigo. Em 2006 participou do especial de final de ano Dom sobre paranormalidade. Em janeiro de 2007 estrela a minissérie Amazônia, de Galvez a Chico Mendes, gravada no Acre, onde interpretou a lavadeira Belinha, que vive um amargurado casamento e busca outros homens fora de casa. No mesmo ano estreou no cinema nos filmes O Homem que Desafiou o Diabo e Podecrer!, inspirado no seriado estadunidense Anos Incríveis. Ainda em 2007 faz o teste para interpretar a romântica Guilhermina em Desejo Proibido, porém Camila Rodrigues acabou sendo escolhida para o papel. 

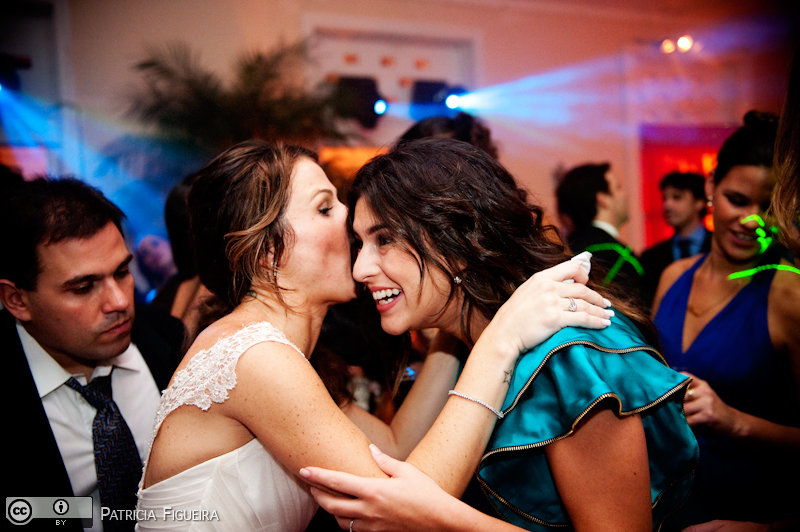
Fernanda durante evento em 2010

### 2008–13: Amadurecimento e teatro
Fernanda foi convidada para Desejo Proibido, mesma novela a qual tinha feito o teste, no papel de Teresinha, irmã mais nova de Guilhermina, novela que ficou no ar até maio de 2008. A personagem era uma moça fogosa que adorava ficar com vários rapazes sem o pai saber. Neste ano ainda fez participações especiais em episódios de Casos e Acasos e Faça Sua História. Em 2009 corta o cabelo curto para interpretar a intelectual Maria Rosa na novela Paraíso, uma moça que se formou e pós-graduou em economia no Rio de Janeiro e retorna, anos depois, para Poconé, no centro do Pantanal, para ajudar a família na administração das fazendas e na vida política do pai, atraindo grande inveja das demais moças da cidade. Logo após ministrou um curso de interpretação e artes cênicas em Fortaleza para novos atores. Em 24 de dezembro de 2009 participou do especial de final de ano de Xuxa, o natalino Natal de Luz, interpretando a Pastorinha Azul. Em 5 de janeiro de 2010 enfrentou o desafio de estrear sua primeira protagonista, Dona Flor, na adaptação para o teatro do clássico Dona Flor e Seus Dois Maridos. Fernanda entrou na peça substituindo Carol Castro, que havia deixado o elenco para se preparar para uma novela.
Em 2011 integrou o elenco principal de Insensato Coração como Irene, a provocante prima do protagonista que faz de tudo para seduzi-lo e leva-lo para a cama, uma vez que é seu sonho desde a adolescência, se tornando uma das vilãs no decorrer da trama. A cena em que a personagem é assassinada na fase final da história rendeu a maior audiência da novela. No mesmo ano protagoniza o filme Cilada.com ao lado de Bruno Mazzeo, interpretando uma moça que se vinga da traição do namorado espalhando um sextape dele na internet. O filme lhe rendeu duas indicações ao Prêmio Contigo! de Cinema. Em 2012 participou de um episódio da série As Brasileiras, contracenando com Sandy após 14 anos da primeira vez, interpretando sua melhor amiga que finge ser sua namorada. Logo após entra em Salve Jorge como Márcia, uma tenente do Exército Brasileiro que se envolve com Théo, o protagonista e ex-namorado da melhor amiga da personagem, formando o triângulo amoroso principal da novela. Em 2013 participa de uma das esquetes do Porta dos Fundos. Além disso, estreia na parte técnica ao ser assistente de direção do videoclipe de Lulu Santos na versão de "Como É Grande o Meu Amor por Você". Pouco tempo depois também dirige e roteiriza o videoclipe "Tempo em Movimento", de Luiza Possi e Lulu Santos.

### 2014–2018: Seriados e apresentadora
Em 2014 realizou um desejo antigo ao estrear como apresentadora, comandando o talent show Superstar ao lado de Fernanda Lima e André Marques. No mesmo ano assina contrato com o GNT, afiliado do Grupo Globo, e protagonizou o seriado Amor Veríssimo,  baseada nas principais obras da carreira de Luis Fernando Verissimo, tendo como foco histórias de amor cômicas e românticas de casais clássicos do escritor. Junto com outros cinco atores, Fernanda se revezou para interpretar personagens diferentes à cada episódio. Ao todo, durante duas temporadas, 26 histórias diferentes foram contadas. Em 2015 foi escalada para a vigésima terceira temporada de Malhação como Ciça, mas abriu mão da personagem, alegando que gostaria de se fundamentar como apresentadora. Logo após, no entanto, Fernanda acabou sendo substituída por Rafa Brites durante a segunda temporada do Superstar sem motivos divulgados. Em 11 de março estreou a segunda temporada de Amor Veríssimo, finalizando o seriado no dia 3 de junho, com um total de 26 episódios. Logo após interpretou Isabel no filme Divã à 2, uma mulher que embarca numa jornada para levar sua melhor amiga, que sempre namorou e foi careta, para conhecer novos lugares e transar com outros homens. Em 21 de outubro de 2015, Fernanda co-protagonizou a série de comédia Odeio Segundas ao lado de Marisa Orth, também no GNT, na pele da fofoqueira Sueli, que tem um caso extraconjugal no escritório em que se passa a trama.
Após 18 anos na Rede Globo, Fernanda anunciou seu desligamento da emissora no dia 17 de maio de 2016. Assim, assinou contrato com a Band para focar na carreira de apresentadora, onde comandou a versão brasileira do talent show The X Factor Brasil. Na mesma época gravou o filme Amor no Divã, lançado em dezembro. No mesmo ano também estreou o programa Desengaveta, no GNT, onde levou artistas a se desfazerem de peças de roupas e sapatos que não utilizam mais e repassá-los para a doação. Em 2018, paralelamente, também estreou o programa Missão Design na mesma emissora. Longe das novelas desde 2012, Fernanda foi escalada para Malhação: Vidas Brasileiras para viver a professora Solange Pelegrino, indicada pelo conselho da escola Sapiência para supervisionar o trabalho da direção, após um amor não correspondido a personagem acaba se tornando a principal vilã da história.

### 2019–presente: Viagem a Qualquer Custo, Fake Live e Nada Suspeitos
Em 2019, assumiu a apresentação do programa Viagem a Qualquer Custo no GNT. Na produção Fepa e Luana Xavier viajam pela América Latina e só descobrem na hora o quanto de dinheiro poderão gastar no destino. Enquanto uma faz um roteiro top, a outra faz o roteiro pop!
Em 2020, estrelou a comédia romântica Ricos de Amor interpretando Alana, uma poderosa diretora de marketing que se envolve com um dos protagonistas no filme. Também estrelou as premiadas minisséries Fake Live e Inimigo Oculto a qual além de atuar também produz ao lado de irmão, Alexandre Paes Leme. As produções venceram todas as categorias as quais foram indicadas. Em 2021 em parceria com a Lojas Renner foi lançado o projeto Love Stories, uma websérie em que Fepa reproduz histórias enviadas pelos seus seguidores, gerando conexão e identificação com o público e trazendo diversidade para o projeto. A ação foi viabilizada em comemoração ao Dia dos Namorados.
Em 2022, foi uma das protagonistas da série de comédia dramática Nada Suspeitos, interpretando Patrícia Paranhos Peixoto, uma socialite e uma das amantes de um milionário que é assassinado no início da série, em menos de uma semana de lançamento, atingiu o ranking de conteúdos mais vistos da plataforma. Também deu vida a Karen na comédia romântica Quatro Amigas Numa Fria, a história acompanha quatro amigas de infância que viajam a Bariloche para uma despedida de solteira, esperando uma viagem tranquila e divertida. Ao chegarem na cidade argentina, as coisas não saem exatamente como elas planejaram.
Ao lado de Giovanna Ewbank iniciou apresentação do podcast de entretenimento Quem Pode, Pod.
Desde 2024, apresenta o podcast Grande Surto, disponível no Spotify. A atriz e apresentadora reflete sobre pontos do mundo atual com uma pluralidade de convidados que sempre têm a acrescentar aos temas. O programa segue uma verve cômica, entretanto mostra questões sérias que merecem ser pensadas.

## Vida pessoal
Fernanda é filha do jornalista esportivo Álvaro José e da maquiadora Maria do Carmo Miranda. Em 2004 teve um breve romance com o cantor Rogério Flausino, vocalista da banda Jota Quest, mas o casal terminou após Fernanda ser traída. No mesmo ano começou namorar Bruno Diegues, vocalista do Jeito Moleque, terminando em maio de 2006. Em maio de 2008 iniciou um relacionamento com o ator Thiago Martins, ficando juntos até setembro de 2009.
Em julho de 2011, após o fim de Insensato Coração, se mudou durante uma temporada para Nova Iorque, nos Estados Unidos, onde realizou um curso de artes cênicas. Nesta época namorou com Gregor Gracie, lutador de MMA. Em outubro de 2012, de volta ao Brasil, teve um breve relacionamento com o diretor Bruno Martins, terminando em março de 2013. Entre janeiro e outubro de 2015 namorou o produtor de eventos Marcel Mangione. Em 2015 foi madrinha do casamento de Preta Gil.
Em janeiro de 2021, Paes Leme assumiu relacionamento com o empresário Victor Sampaio. Em outubro de 2023, aos 40 anos, a atriz anunciou estar grávida, com a filha Pilar nascendo em abril de 2024.

## Filmografia

### Televisão
| Ano     | Título                             | Personagem                         | Nota                                  |
| ------- | ---------------------------------- | ---------------------------------- | ------------------------------------- |
| 1998–02 | Sandy & Junior                     | Patrícia Teles de Mendonça (Patty) |                                       |
| 2003    | Sítio do Picapau Amarelo           | Clarice                            | Episódio: "Os Bandeirantes"           |
| 2003    | Agora É que São Elas               | Karina Sampaio                     |                                       |
| 2004    | Um Só Coração                      | Elisa Furtado                      |                                       |
| 2004    | Da Cor do Pecado                   | Nieta Bazarov                      |                                       |
| 2005    | América                            | Rosário Gimenez                    |                                       |
| 2006    | Dom                                | Cali                               | Especial de fim de ano                |
| 2007    | Amazônia, de Galvez a Chico Mendes | Belinha                            |                                       |
| 2007    | Desejo Proibido                    | Teresa Mendonça (Teresinha)        |                                       |
| 2007    | Mandrake                           | Flora Green                        | Episódio: "Lígia"                     |
| 2009    | Paraíso                            | Maria Rosa Medeiros                |                                       |
| 2009    | Natal de Luz                       | Pastorinha Azul                    | Especial de fim de ano                |
| 2010    | S.O.S. Emergência                  | Graça                              | Episódio: "Várias Vezes ao Dia"       |
| 2010    | Força-Tarefa                       | Estéfani                           | Episódio: "Perda Total"               |
| 2011    | Insensato Coração                  | Irene Brandão                      |                                       |
| 2012    | As Brasileiras                     | Luiza                              | Episódio: "A Reacionária do Pantanal" |
| 2012    | Salve Jorge                        | Tenente Márcia Dias                |                                       |
| 2014    | Superstar                          | Apresentadora                      |                                       |
| 2014    | Amor Veríssimo                     | Vários personagens                 |                                       |
| 2015    | Odeio Segundas                     | Sueli Garcia                       |                                       |
| 2016    | X Factor Brasil                    | Apresentadora                      |                                       |
| 2016    | Desengaveta                        | Apresentadora                      |                                       |
| 2017    | Tour pelo Closet                   | Apresentadora                      |                                       |
| 2018    | Missão Design                      | Apresentadora                      |                                       |
| 2019    | Malhação: Vidas Brasileiras        | Solange Pelegrino                  | Episódios: "7 de janeiro–15 de abril" |
| 2019    | Viagem a Qualquer Custo            | Apresentadora                      |                                       |
| 2022    | Nada Suspeitos                     | Patrícia Paranhos Peixoto          |                                       |
| 2024    | Na Piscina, com Fê Paes Leme       | Apresentadora                      |                                       |
| 2024    | Quem Não Pode Se Sacode            | Apresentadora                      |                                       |
| 2024    | 5x Comédia                         | Aisha Barbosa Dias                 | Episódio: "Mal me Quer"               |
| 2024    | Amor da Minha Vida                 | Alice Santos                       |                                       |
| 2025    | Dança dos Famosos                  | Participante                       | Temporada 22                          |

### Cinema
| Ano  | Título                              | Personagem           | Nota           |
| ---- | ----------------------------------- | -------------------- | -------------- |
| 2007 | O Homem que Desafiou o Diabo        | Genifer              |                |
| 2007 | Podecrer!                           | Melissa              |                |
| 2011 | Cilada.com                          | Fernanda             |                |
| 2015 | Divã a 2                            | Isabel               |                |
| 2016 | Happily Ever After                  | Renata               | Curta-metragem |
| 2016 | O Amor no Divã                      | Roberta              |                |
| 2019 | Cinderela Pop                       | Patrícia             |                |
| 2020 | Ricos de Amor                       | Alana Souza          |                |
| 2022 | Quatro Amigas Numa Fria             | Karen                |                |
| 2023 | Ricos de Amor 2                     | Alana Souza Trancoso |                |
| 2023 | Transformers: O Despertar das Feras | Arcee (voz)          | Dublagem       |
| 2024 | Evidências do Amor                  | Wanessa              |                |

### Internet
| Ano  | Título           | Personagem      | Nota               |
| ---- | ---------------- | --------------- | ------------------ |
| 2013 | Porta dos Fundos | Cláudia         | Episódio: "Homens" |
| 2020 | Fake Live        | Fernanda/A Fake |                    |
| 2020 | Inimigo Oculto   | Laura           |                    |

### Videoclipes
| Ano  | Título                            | Artista                   | Notas   |
| ---- | --------------------------------- | ------------------------- | ------- |
| 2002 | Quer Me Machucar                  | Os Travessos              |         |
| 2010 | Dez e Meia                        | Zignal                    |         |
| 2012 | A História do Muleque Sinistro    | Duh Marinho               |         |
| 2012 | Aquela dos 30                     | Sandy                     |         |
| 2013 | Como É Grande o Meu Amor por Você | Lulu Santos               | Direção |
| 2013 | Tempo em Movimento                | Luiza Possi e Lulu Santos | Direção |

## Teatro
| Ano  | Peça                          | Personagem |
| ---- | ----------------------------- | ---------- |
| 2000 | Tutti-Frutti: O Musical       | Zilda      |
| 2010 | Dona Flor e Seus Dois Maridos | Dona Flor  |

## Prêmios e indicações
| Ano  | Prêmio                                     | Categoria                         | Indicação                            | Resultado |
| ---- | ------------------------------------------ | --------------------------------- | ------------------------------------ | --------- |
| 2001 | Capricho Awards                            | Melhor Atriz Nacional             | Sandy & Junior                       | Indicada  |
| 2008 | Prêmio Guarani de Cinema Brasileiro        | Revelação                         | Podecrer!                            | Indicada  |
| 2010 | Prêmio Melhores da Revista da TV - O Globo | Personalidade do Twitter          | Perfil da atriz no Twitter           | Indicada  |
| 2011 | Meus Prêmios Nick                          | Gata do Ano                       | Fernanda Paes Leme                   | Indicada  |
| 2012 | Prêmio Contigo! de Cinema                  | Melhor Atriz Coadjuvante: Juri    | Cilada.com                           | Indicada  |
| 2012 | Prêmio Contigo! de Cinema                  | Melhor Atriz Coadjuvante: Público | Cilada.com                           | Indicada  |
| 2013 | Meus Prêmios Nick                          | Tuiteiro Favorito                 | Perfil da atriz no Twitter           | Indicada  |
| 2016 | Troféu UOL TV e Famosos                    | Melhor Apresentadora              | X Factor Brasil                      | Indicada  |
| 2020 | Prêmio F5                                  | Melhor Websérie                   | Fake Live                            | Indicada  |
| 2020 | Rio Webfest Awards                         | Melhor Websérie Brasileira        | Fake Live                            | Venceu    |
| 2020 | Rio Webfest Awards                         | Melhor Websérie de Terror         | Fake Live                            | Venceu    |
| 2020 | Rio Webfest Awards                         | Melhor Websérie Vertical          | Fake Live                            | Venceu    |
| 2021 | Super 9 Mobile Film Fest                   | Melhor Filme em língua portuguesa | Fake Live                            | Venceu    |
| 2022 | Prêmio Geração Glamour                     | Podcast Sensação                  | Quem Pode, Pod (com Giovanna Ewbank) | Venceu    |
| 2022 | Melhores do Ano NaTelinha                  | Melhor Podcast / Canal YouTube    | Quem Pode, Pod (com Giovanna Ewbank) | Indicada  |
| 2022 | Prêmio Área VIP                            | Melhor Podcast / Canal da Web     | Quem Pode, Pod (com Giovanna Ewbank) | Indicada  |
| 2023 | Festival Sesc Melhores Filmes              | Melhor Atriz Nacional             | Quatro Amigas Numa Fria              | Indicada  |
| 2023 | Melhores do Ano NaTelinha                  | Melhor Podcast/Canal do YouTube   | Quem Pode, Pod (com Giovanna Ewbank) | Pendente  |
| 2023 | Splash Awards                              | Melhor Podcast de Entrevista      | Quem Pode, Pod (com Giovanna Ewbank) | Pendente  |